# Хлоридазон
Хлоридозон представляет собой селективный гербицид из группы производных пиридазона, который впервые был выпущен концерном BASF в 1960-х годах. В основном используется для выращивания свёклы. Действует путём ингибирования фотосинтеза и реакции Хилла. Всасывается растением через корни.
В 2007 году было продемонстрировано, что хлоргидрозин, использовавшийся в течение сорока лет, в виде продукта распада десфенилхлоридазона попадает в грунтовые воды. В марте 2007 года химическая промышленность добровольно отказалась от использования этого вещества в охранных зонах водозабора питьевой воды.

## Получение
Хлоридазон можно получить в результате реакции мукохлорной кислоты с фенилгидразином и аммиаком.
До 1996 года он был в заметной степени загрязнён неэффективным изо-хлоридазоном.

## Разрешение к использованию
В Германии и Швейцарии различные пестициды с этим препаратом разрешены (например пирамин), в то время как в Австрии он запрещён.

## Использование

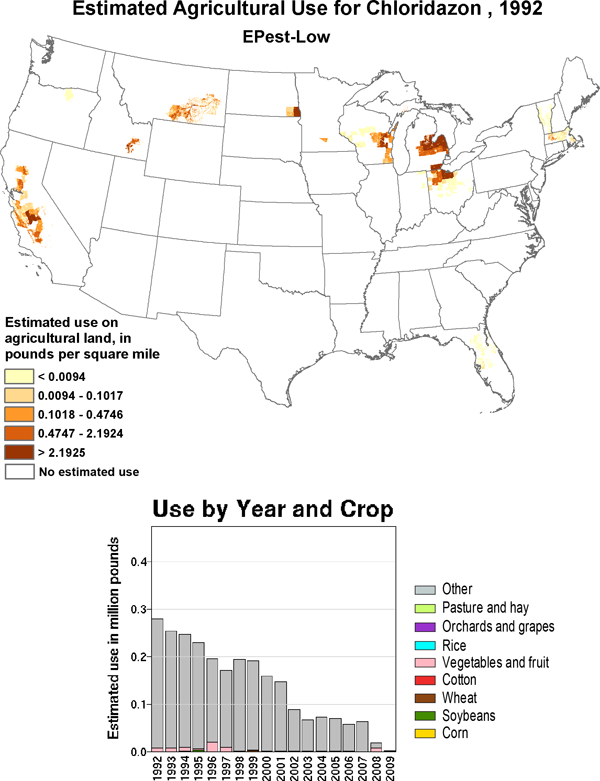
Расчётное производство хлоридазона в США на 1992 год.

В настоящее время хлоридазон в США больше не используется.

## Определение
Хлоридазон можно выявить с помощью газовой хроматографии или масс-спектрометрии.

## Деградация
Хлоридазон распадается, превращаясь из метаболита B (десфенилхлоридазон или 4-амино-5-хлор-пиридизин-6-он) в метаболит B1 (метилдесфенилхлоридазон или 1-метил-4-амино-5-хлорпиридазин-6-он).